# Hóhatár

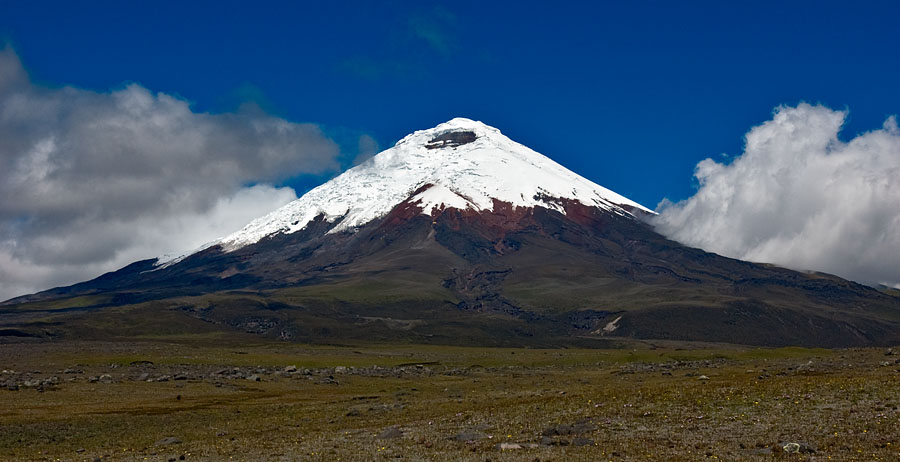
Cotopaxi, Ecuador (5 897 m). A hóhatár körülbelül 5 000 méteren van.

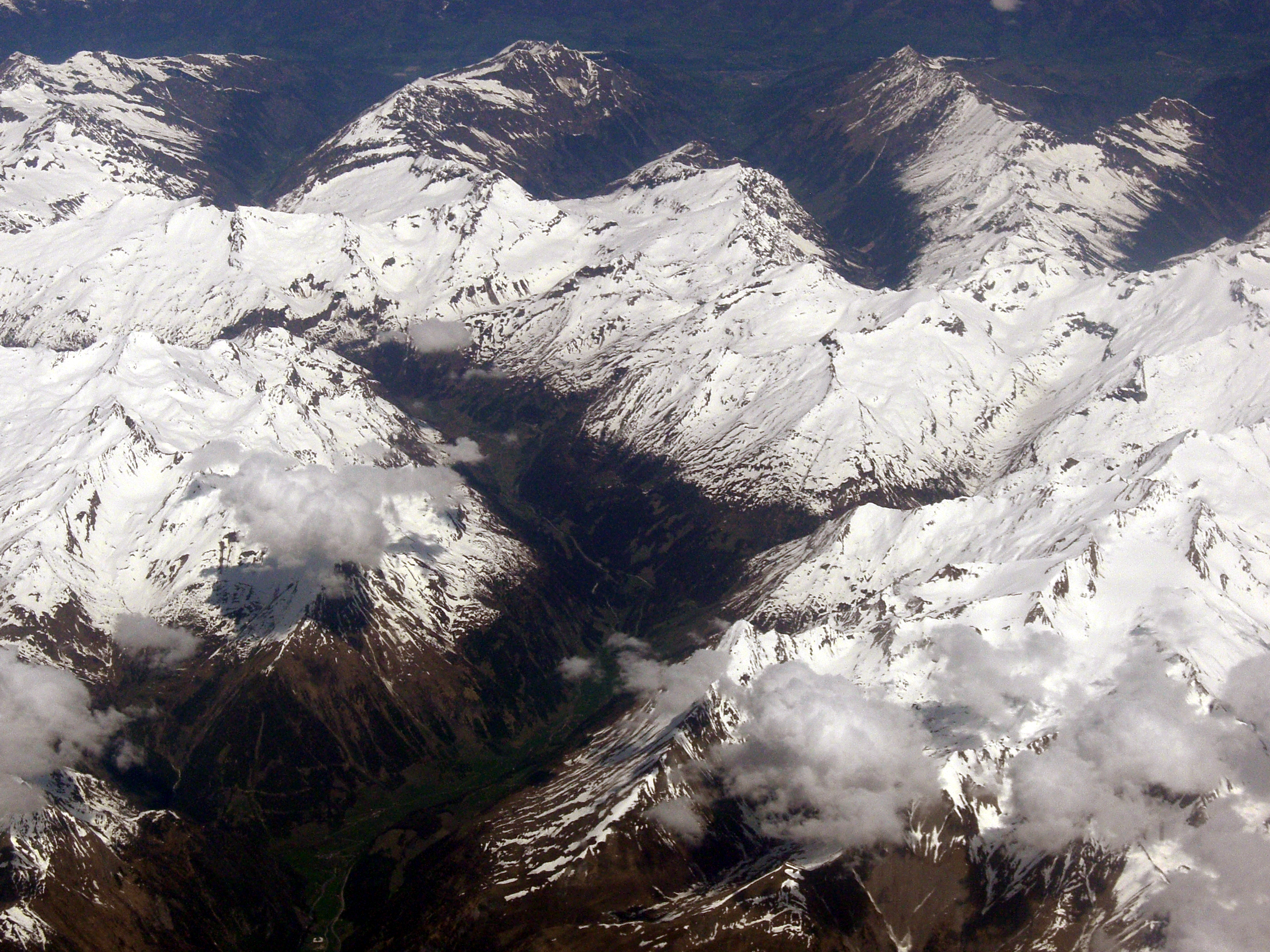
A hóhatár az Alpokban

Az éghajlati hóhatár a hegységekben az a magasság, amely felett a talajt egész évben hó és jég borítja. A tényleges hóhatár évszakonként jelentősen alacsonyabb lehet.
A hóhatár pontos elhelyezkedésére kihatással van:
- a földrajzi szélesség
- a napsugaraknak való kitettség (expozíció) (északi vagy déli oldal)
- a csapadékmennyiség (szél felőli vagy szélárnyékos oldal)
- a hegység tömege (tömegesebb hegységben a hóhatár alacsonyabb)

Az Egyenlítő mentén, illetve ahhoz közel, a hóhatár körülbelül 4 500 méter magasan helyezkedik el a tengerszint felett. A Ráktérítő és a Baktérítő felé haladva a hóhatár szintje először emelkedni fog: a Himalájában az örök hó birodalma 5 700 méteren kezdődik. A térítőkön túlhaladva, a szélesség növekedésével a hóhatár szintje folyamatosan csökken. Az Alpokban már 3 000 méteren található, illetve a pólusok közelében, a jégsapkáknál eléri magát a tengerszintet is.
A hóhatár elhelyezkedését a tengerparthoz való közelség is befolyásolja. A tengerparthoz közeli területeken a hóhatár alacsonyabban helyezkedhet el, mint az azonos földrajzi szélességű, tengertől távol eső szárazföldi területeken; hiszen a tengerhez közel több a csapadék (hó formájában), a tengertől távol a környező területek nyári középhőmérséklete is magasabb.

## A hóhatár változása
| Hely                         | Földrajzi szélesség | Hóhatár magassága |
| ---------------------------- | ------------------- | ----------------- |
| Spitzbergák                  | 78°É                | 0300–0600 m       |
| Skandinávia a sarkkör mentén | 67°É                | 1000–1500 m       |
| Izland                       | 65°É                | 0700–1100 m       |
| Skandinávia délen            | 62°É                | 1200–2200 m       |
| Alpok (északi lejtők)        | 48°É                | 2500–2800 m       |
| középső (svájci) Alpok       | 47°É                | 2900–3200 m       |
| Alpok (déli lejtők)          | 46°É                | 2700–2800 m       |
| Pireneusok                   | 43°É                | 2600–2900 m       |
| Kaukázus                     | 43°É                | 2700–3800 m       |
| Karakorum                    | 36°É                | 5400–5800 m       |
| Transzhimalája               | 32°É                | 6300–6500 m       |
| Himalája                     | 30°É                | 4800–6000 m       |
| Kenya                        | 0°                  | 4600–4700 m       |
| Új-Guinea                    | 2°D                 | 4600–4700 m       |
| Andok, Ecuador               | 2°D                 | 4800–5000 m       |
| Kilimandzsáró                | 3°D                 | 5500–5600 m       |
| Andok, Chile                 | 27°D                | 5800–6500 m       |
| Új-Zéland                    | 43°D                | 1600–2700 m       |
| Tűzföld                      | 54°D                | 0800–1300 m       |
| Antarktisz                   | 70°D                | 00–0400 m         |

## Lásd még
- Gleccser

## Fordítás
- Ez a szócikk részben vagy egészben  a   Snow line című angol Wikipédia-szócikk fordításán alapul.  Az eredeti cikk szerkesztőit annak laptörténete sorolja fel. Ez a jelzés csupán a megfogalmazás eredetét és a szerzői jogokat jelzi, nem szolgál a cikkben szereplő információk forrásmegjelöléseként.